# Gaspard Nemius

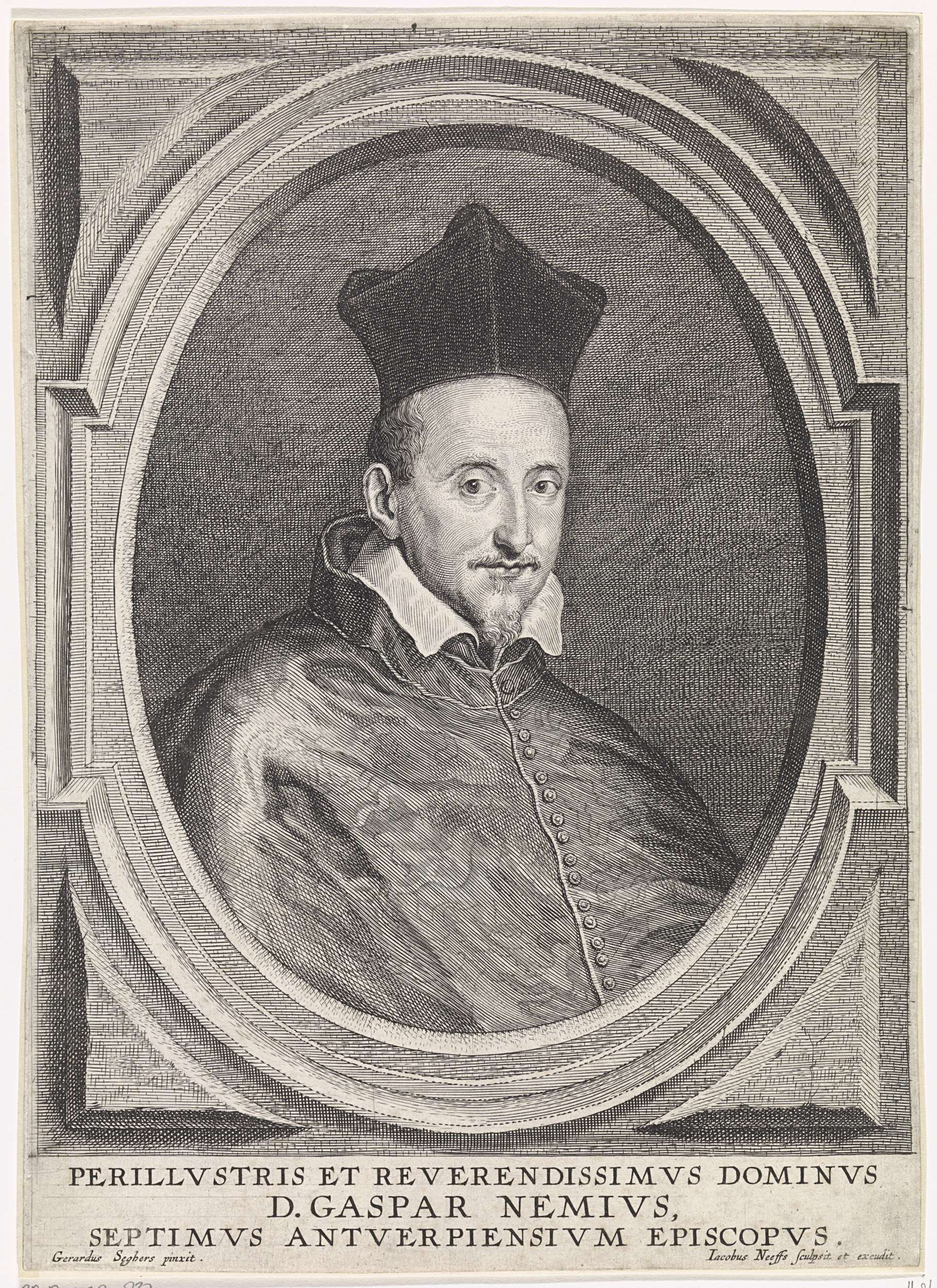
Gaspard Nemius

Gaspard Nemius (auch Gaspard van den Bosch oder Gaspard du Bois; * 23. April 1587 in ’s-Hertogenbosch; † 22. November 1667 in Cambrai) war ein römisch-katholischer Theologe, Bischof und Hochschullehrer.

## Leben
Nemius fand bei Aubertus Miraeus Aufnahme, der ihn auf seine Kosten an der Universität Douai studieren ließ. Er stellte sich als herausragender Student heraus. Nach seinem Studium empfing er am 17. März 1612 die Priesterweihe. Anschließend wurde er Pfarrer von Wervik. Doch bereits 1613 wurde er an die Universität von Douai zurückgerufen und Präsident des Royal College dort. 1614 wurde ihm das Lizentiat in Theologie verliehen. 1616 erfolgte die Ernennung zum Professor für Griechisch und zum Kanoniker an der Stiftskirche Saint-Pierre in Lille. Am 18. Juli 1617 promovierte er zum Doktor der Theologie. Ebenfalls im Jahr 1617 erfolgte die Ernennung zum Professor der Heiligen Schrift, dann erhielt er die königliche Professur der Theologie. Gemeinsam mit Franciscus Sylvius brachte er die Universität zu großem Ansehen.
Am 12. Februar 1635 erfolgte die Ernennung zum Bischof von Antwerpen durch Philipp den Großen, die Bischofsweihe empfing er am 22. Juli desselben Jahres. Am 24. August 1649 wurde er zum Fürsterzbischof und Herzog von Cambrai ernannt. Seine Amtseinführung erfolgte am 27. November 1651. Er war ein Förderer der Ordensgemeinschaften in seiner Diözese Antwerpen und später auch in Cambrai. Zudem war seine Amtszeit durch die Verschlechterung der Lage der Katholiken in den Wirren des Achtzigjährigen Krieg geprägt. 
In seiner Zeit als Bischof von Antwerpen war er zudem Abt von Hemiksem.
Er wurde in der Kathedrale von Cambrai beigesetzt.

## Publikationen (Auswahl)
- Commentaria in quatuor libros Sententiarum quibus pariter S. Thomae summae theologiae partes omnes mirifice illustrantur W. Estius. Douai 1616
- Manuale parochorum ecclesiae cameracensis. Cambrai 1659.
- Statuta ordinata ab Illustrissimo et Reverendissimo D. D. Gaspare Nemio Archie Piscopo et Duce Cameracensi in Congregatione decanorum christianitatis. 1661.